# Coltello da caccia

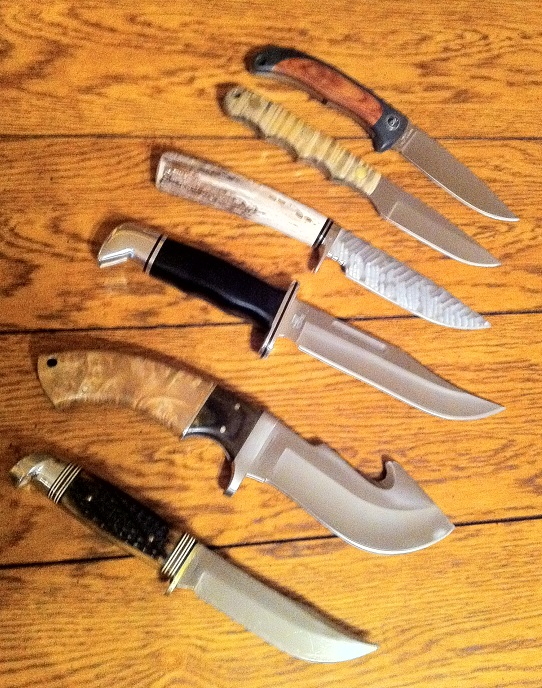
Alcuni coltelli da caccia

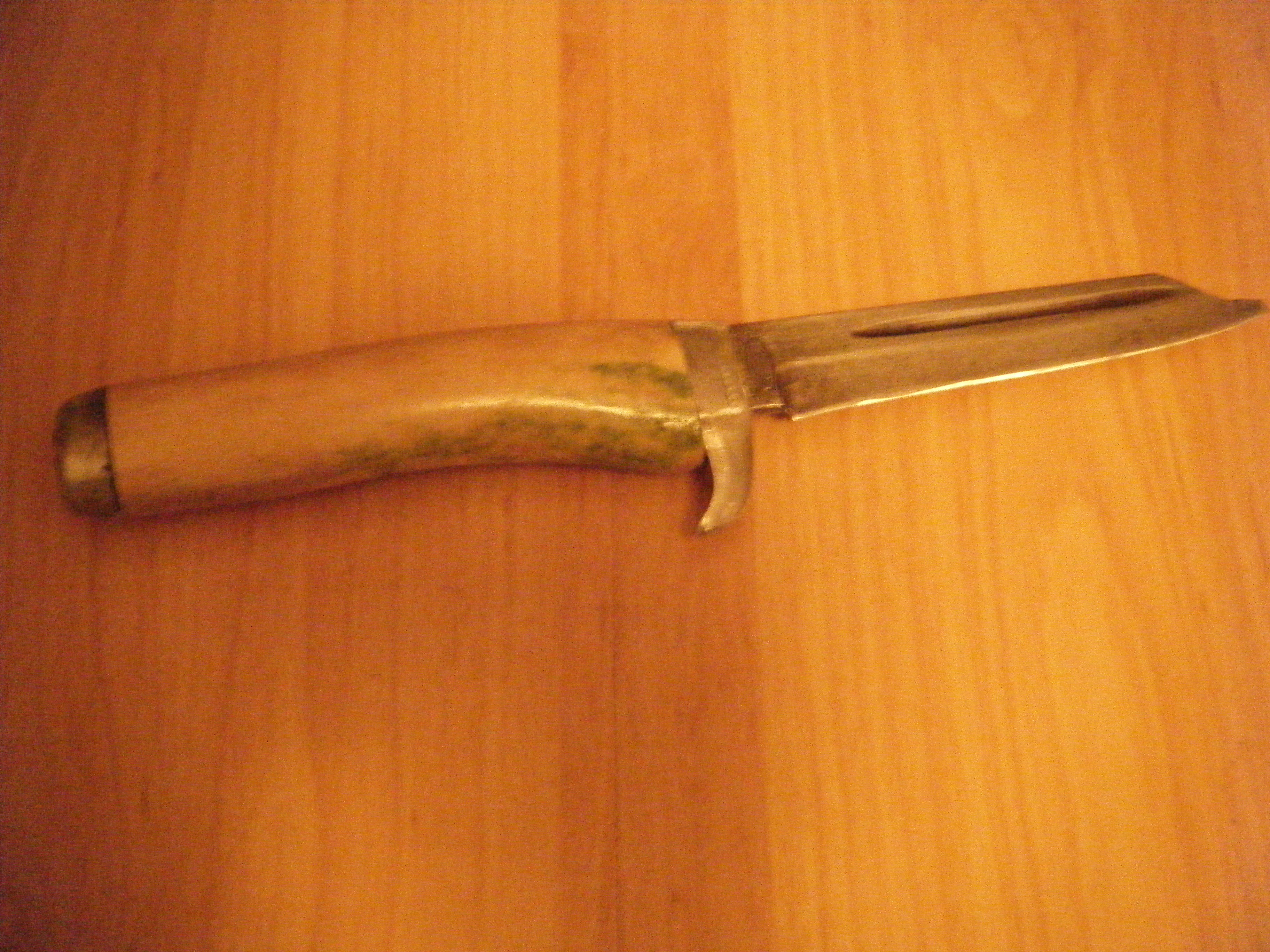
Coltello da caccia con manico in corno

Un coltello da caccia è un coltello per l'attività venatoria e da lavoro per il cacciatore e per la eventuale uccisione della selvaggina ferita. Nel corso del tempo sono state sviluppate diverse varianti di forme ed utilizzi.
Fondamentalmente il coltello può essere da tasca o a lama fissa.  La lama solitamente può avere lunghezza di 10-15 cm. Per il paloscio e il Waidblatt, si possono avere lunghezze di oltre 70 cm. Per l'utilizzo venatorio vi possono essere due o più coltelli nello stesso fodero, come nel Waidbestecke. L'impugnatura è solitamente in legno o in corno.
Il principale utilizzo del coltello da caccia è l'uccisione dell'animale ferito e la sua lavorazione sul campo.
Costruttori noti sono Puma, Herbertz, Böker, Linder, Eickhorn.

## Forme e designazioni
Nicker, Skinner, Waidblatt, Bowie, paloscio, Praxe.